# Kurt Grelling
Kurt Grelling (Berlim, 2 de março de 1886 — Campo de Concentração de Auschwitz, possivelmente setembro de 1942) foi um matemático, lógico e filósofo alemão. 

## Vida e trabalho
Kurt Grelling nasceu em 2 de março de 1886 em Berlim. Seu pai, o Doutor em Jurisprudência Richard Grelling, e sua mãe, Margarethe (nascida Simon), eram judeus. Logo após sua chegada em 1905 na Universidade de Göttingen, Grelling começou uma colaboração com o filósofo Leonard Nelson, com quem tentou resolver o paradoxo de Russell, que abalou os fundamentos da matemática quando foi anunciado em 1903. Seu artigo de 1908 incluía novos paradoxos, incluindo um paradoxo semântico que foi chamado de paradoxo de Grelling-Nelson.
Ele recebeu seu doutorado em matemática pela mesma universidade em 1910 com uma dissertação de doutorado sobre o desenvolvimento da aritmética na teoria axiomática dos conjuntos, orientado por David Hilbert. Em uma entrevista gravada com Herbert Enderton, Alfred Tarski menciona um encontro que teve com Grelling em 1938, e diz que Grelling foi o autor do primeiro livro didático em teoria dos conjuntos, provavelmente, mas erroneamente, referindo-se a esta dissertação, já que a Teoria dos Conjuntos de William Henry Young e Grace Chisholm Young foi publicada em 1906.
Como um linguista habilidoso, Grelling traduziu obras filosóficas do francês, italiano e inglês para o alemão, incluindo quatro das obras de Bertrand Russell. Ele se tornou um forte defensor dos escritos de Russell depois disso.
De 1911 a 1922, Grelling publicou exclusivamente artigos jornalísticos em publicações relacionadas ao Partido Social-Democrata da Alemanha.
Em 1915, seu pai, Richard Grelling, escreveu o livro antiguerra J'Accuse, condenando as ações das Potências Centrais. Ele teve vendas enormes fora da Alemanha. Richard seguiu esse sucesso com Das Verbrechen (O Crime), no qual ele atacou seus críticos, que incluíam Kurt Grelling.
De 1924 em diante, as publicações de Grelling foram exclusivamente no campo da filosofia positivista.
Incapaz de encontrar uma posição universitária em Göttingen ou Berlim, Grelling teve que ensinar matemática, filosofia e física em escolas secundárias. No entanto, ele trabalhou com Hans Reichenbach no planejamento das reuniões do Círculo de Berlim, que estava intimamente associado ao Círculo de Viena. Em 1933, Reichenbach emigrou para a Turquia e os nazistas forçaram Grelling a se aposentar. Mas ele lutou para manter o Círculo de Berlim ativo organizando pequenos seminários e colóquios.
Grelling colaborou com Kurt Gödel e em 1937 publicou um artigo no qual defendeu o primeiro teorema da incompletude de Gödel contra uma interpretação errônea, segundo a qual o teorema de Gödel é um paradoxo como o paradoxo de Russell.
Embora muitos de seus parentes e amigos tenham fugido da Alemanha, ele não pensou seriamente em sair até 1937, ano em que foi para Bruxelas para trabalhar com Paul Oppenheim, dessa vez escrevendo vários artigos sobre a análise da explicação científica e sobre a psicologia da forma.
Em 10 de maio de 1940, o primeiro dia da invasão alemã na Bélgica, Grelling foi preso. Ele foi deportado para o sul da França, onde ficou internado por mais de dois anos sob o regime de Vichy. Oppenheim e Hempel tentaram ajudar Grelling garantindo uma nomeação para ele na New School for Social Research na cidade de Nova Iorque. Notícias da posição e um visto para os Estados Unidos chegaram ao campo onde Grelling tinha sido acompanhado por sua esposa Greta, que se recusou a se divorciar dele por razões de segurança. Mas as autoridades de imigração dos EUA ficaram perplexas com a suposta propensão de Grelling ao comunismo, então houve um atraso que foi fatal para Grelling. Ele e sua esposa foram enviados para Auschwitz, chegando lá em 18 de setembro de 1942 e foram assassinados nas câmaras de gás logo após a chegada.

## Publicações
- Das gute, klare Recht der Freunde der anthropologischen Vernunftkritik. Göttingen: Vandenhoeck & Ruprecht, 1907
- Bemerkungen zu den Paradoxieen von Russell und Burali-Forti. Göttingen: Vandenhoeck & Ruprecht, 1908
- Die Axiome der Arithmetik mit besonderer Berücksichtigung der Beziehungen zur Mengenlehre, Dieterichsche Universitäts-Buchdruckerei: Göttingen; zugl. Phil. Diss. Göttingen 1910
- Anti-J'accuse. Zürich: Orell Füssli, 1916
- Mengenlehre. Mathematisch-Physikalische Bibliothek. Band 58. Verlag B.G.Teubner. Leipzig und Berlin 1924
- Gibt es eine Gödelsche Antinomie?. In: Theoria, 3, 1936